# Soignies
Soignies /swaˈɲi/ (in vallone Sougniye, in olandese Zinnik /ˈzɪnɪk/) è un comune belga di 25 700 abitanti, situato nella provincia vallona dell'Hainaut.

## Frazioni
Il comune, oltre al capoluogo, comprende le seguenti frazioni:
Casteau, Chaussée-Notre-Dame-Louvignies, Horrues, Naast, Neufvilles e Thieusies.

## Festività
Nel sabato che precede la terza domenica di ottobre, è festeggiato il carnevale locale.